# Civitella Messer Raimondo
Civitella Messer Raimondo är en ort och kommun i provinsen Chieti i regionen Abruzzo i Italien. Kommunen hade 813 invånare (2018).